# Williams FW22
Der Williams FW22 war der Formel-1-Rennwagen von Williams F1 für die Saison 2000, der an allen 17 Rennen der Saison teilnahm.

## Technik und Entwicklung

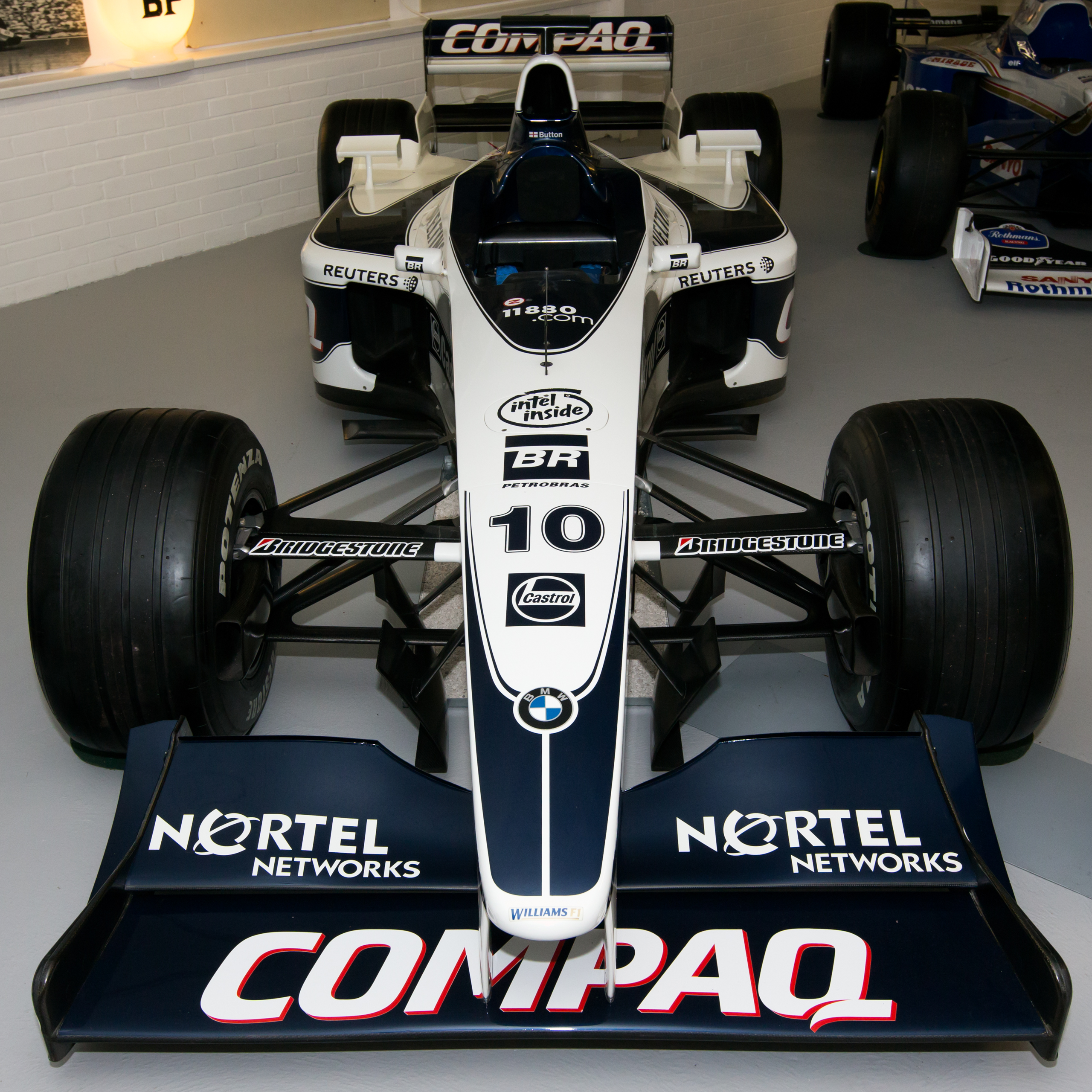
Der FW22 in Frontalansicht
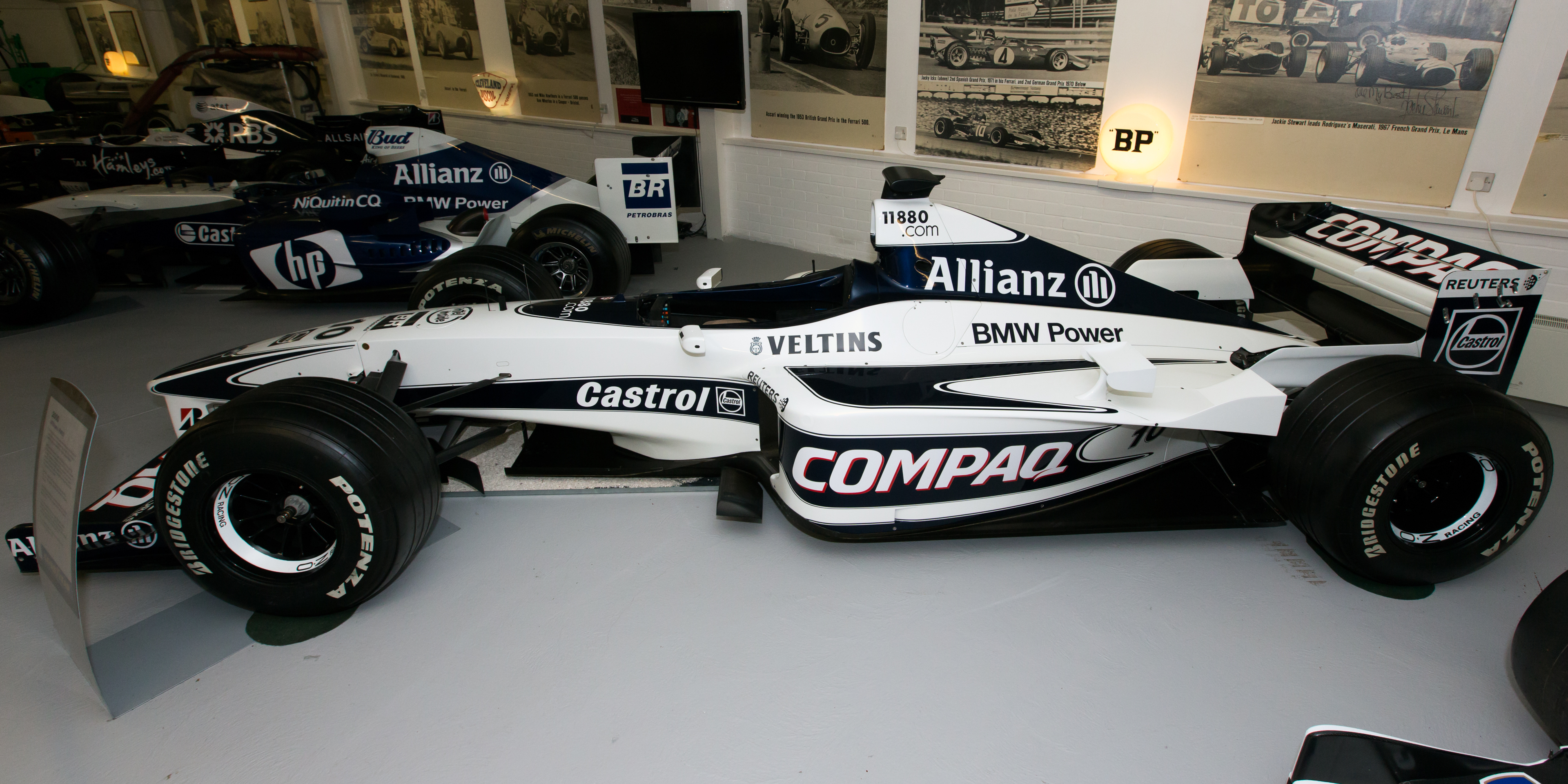
Der FW22 in Profilansicht
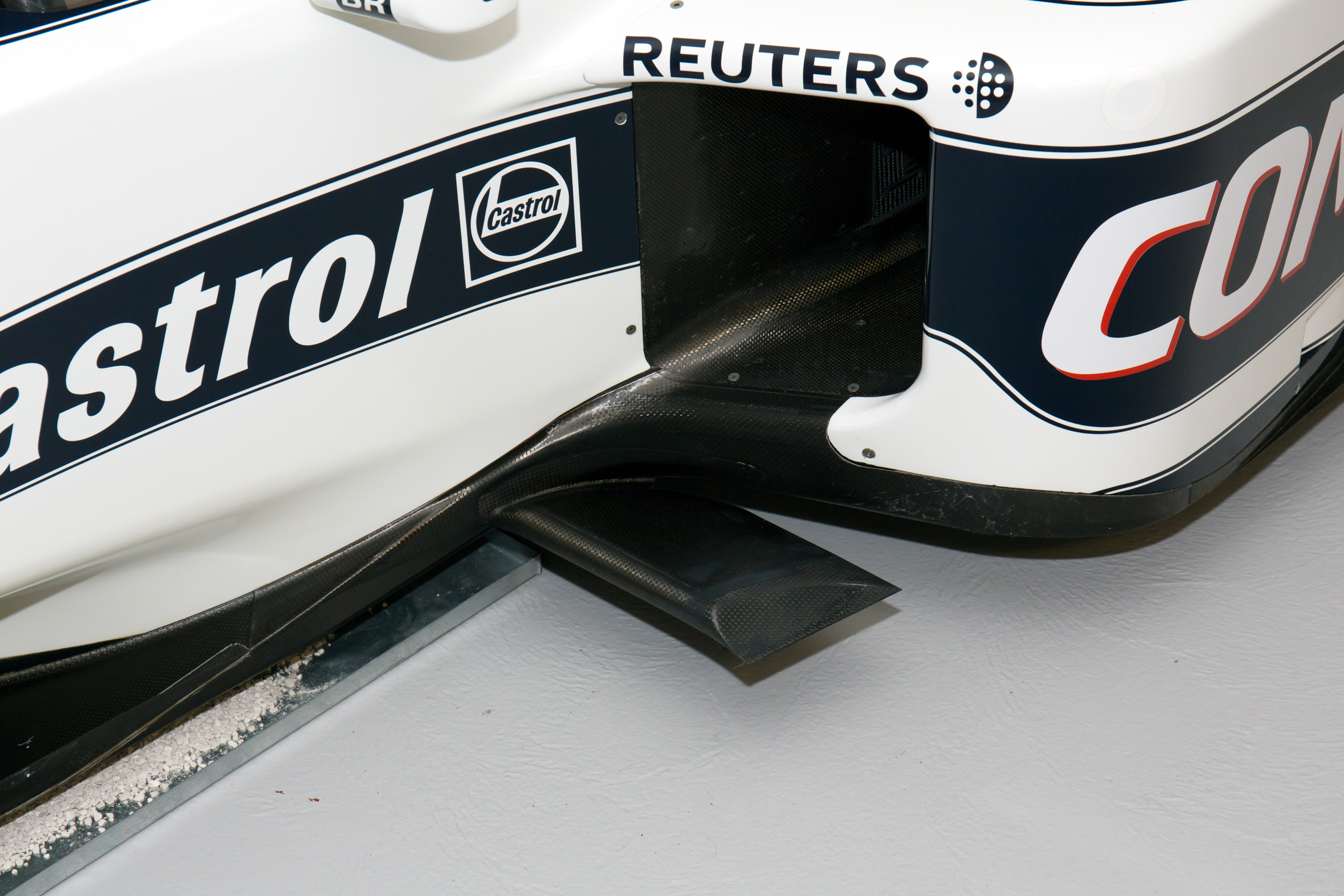
Die seitlichen Kühler
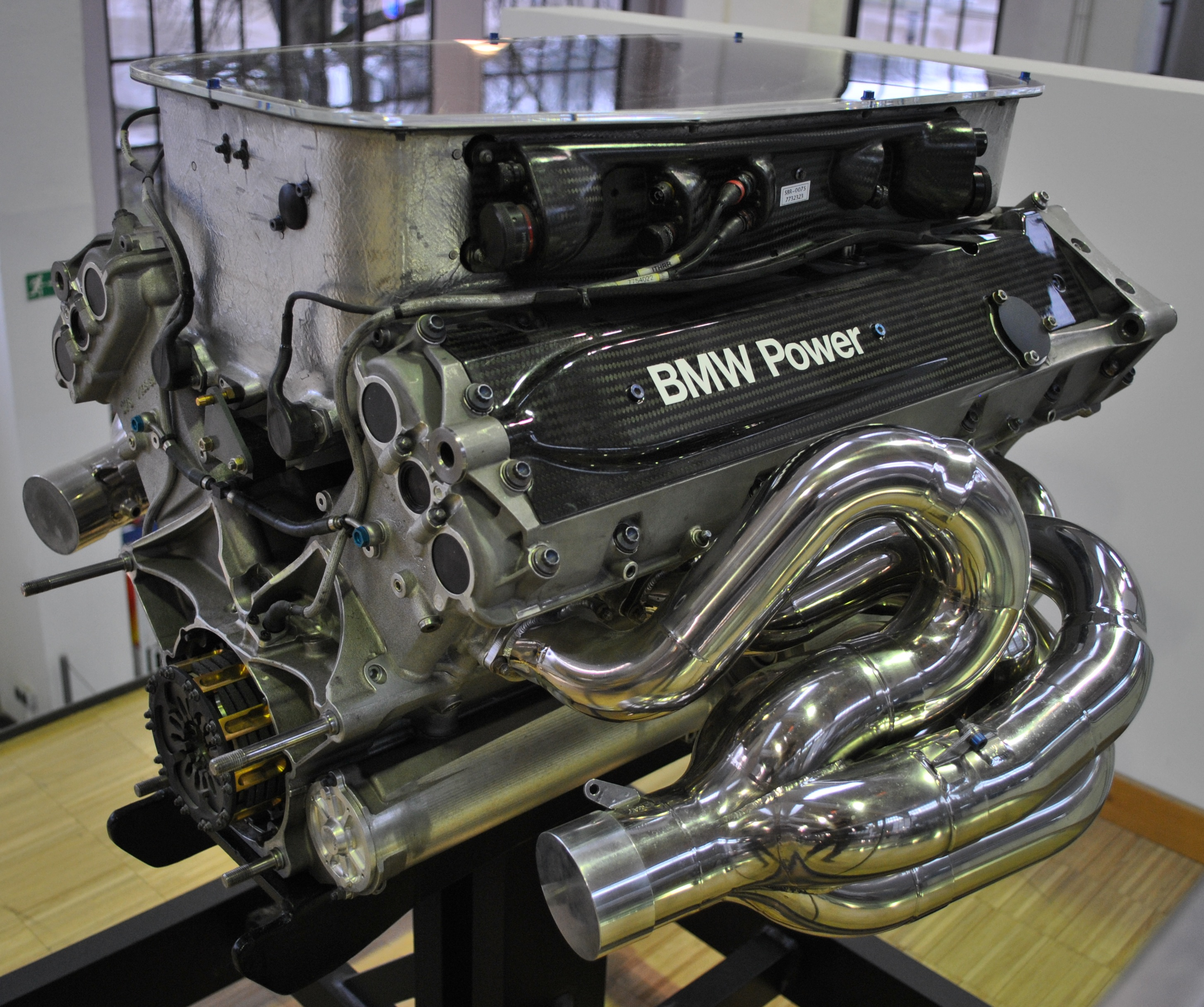
Der BMW E41

### Technische Leitung
Der technische Direktor für die Entwicklung war Patrick Head. Ihm unterstanden Gavin Fisher für die Konstruktion sowie Geoff Willis für die aerodynamische Form des Wagens.

### Motor
Der FW22 war der Nachfolger des Williams FW21, der noch von einem Supertec-Motor angetrieben wurde, dieses Jahr war der Motor nach zweijähriger Entwicklungs- und Vorbereitungszeit der E41-V10-Saugmotor von BMW mit einem Hubraum von 2998 cm³ und einem Zylinderbankwinkel von 72°. Er wog etwa 117 kg, war 620 mm lang, 524 mm breit und 395 mm hoch. Der Motor leistete anfänglich bei 17.000/min nur 559 kW (750 PS), doch gegen Saisonende erreichte er durch Verbesserungen bei 17.500/min 604 kW (810 PS). Damit erreichte der Wagen bis zu 355 km/h. Der Motor wurde als tragendes Rahmenbauteil fest mit dem Chassis verbunden.

### Getriebe und Chassis
Das selbstentwickelte sequentielle Halbautomatikgetriebe hatte sieben Gänge und ein Aluminiumgehäuse. Als Radaufhängung kam vorn und hinten eine Doppelquerlenkerachse mit Stabilisator, innenliegenden Schraubenfedern und integrierten Stoßdämpfern, betätigt über Schubstangen, zum Einsatz. Das Chassis war ein gepresstes Kompositmonocoque aus CFK. 
Wegen des neuen größeren und schwereren Motors musste das Chassis im Vergleich zum Vorjahr um sieben Zentimeter verlängert werden. Außerdem waren größere seitliche Kühler nötig und um eine bessere Luftzirkulation zu den Kühlern zu erreichen, wurden die Bargeboards entfernt und durch Guiding vanes ersetzt. Diese Flügel haben eine ähnliche Funktion wie Bargeboards, sind jedoch in der vorderen Radaufhängung eingebaut. Auf den seitlichen Kühlern wurde außerdem jeweils ein kleiner Spoiler angebracht.

### Lieferanten
Die Reifen stellte wie im Vorjahr der japanische Reifenhersteller Bridgestone, den Treibstoff Petrobras, das Motorenöl Castrol und die Zündkerzen NGK.

## Renngeschichte
Die neue Fahrzeuglackierung wurde am 10. Januar 2000 in München durch BMW-Präsidiumsmitglied Wolfgang Ziebart der Öffentlichkeit vorgestellt. Der erste Test fand zwei Wochen später am 24. Januar auf dem Circuit de Catalunya in Barcelona statt, wo Teambesitzer Frank Williams gleichzeitig das neue Chassis und das Fahrerpaar Ralf Schumacher und Jenson Button vorstellte. Laut Gavin Fisher, dem Leiter der Entwicklung, war es die Absicht, sich mit dem neuen Wagen mehr auf eine intelligente Evolution als eine Revolution zu konzentrieren. Der Chefaerodynamiker Geoff Willis betonte, dass die Aerodynamik an das vorherige Modell angelehnt wurde, aber durch zahlreiche Windkanal-Tests verbessert werden konnte. Die Hoffnung war, so auf den Strecken, auf denen viel Abtrieb von Vorteil ist, zu den Top-Teams aufschließen zu können, was im vorhergehenden Jahr ein größeres Problem gewesen war.
Der Wagen war vielversprechend. Gleich zum Saisonstart im Großen Preis von Australien wurde Ralf Schumacher Dritter und es folgten einige weitere Punkteplatzierungen im Laufe der Saison. Aus eigener Kraft konnte der Wagen nicht um den Sieg mitfahren; Ferrari und McLaren bestimmten die Saison. Beim Großen Preis von Brasilien erzielte Jenson Button eigentlich den siebten Platz, jedoch wurde der Zweitplatzierte David Coulthard wegen eines zu niedrigen Frontflügels disqualifiziert. Dadurch rückte Button auf den sechsten Platz vor und war damit der jüngste Formel-1-Fahrer, der einen Weltmeisterschaftspunkt erzielte. Beim Großen Preis von Belgien erreichte Schumacher den dritten Platz. Diese Platzierung wiederholte er zum letzten Mal beim Großen Preis von Italien. Mit dem FW22 hatte Williams während der Saison insgesamt 16 Ausfälle zu beklagen, davon sechs wegen Motorenschäden und fünf wegen sonstiger Defekte.
Obwohl Williams am Saisonende mit 36 Punkten nur einen Punkt mehr als 1999 hatte, erreichte das Team Platz drei in der Konstrukteurswertung („constructors’ championship“: Weltmeisterschaft der Hersteller).

## Lackierung und Sponsoring
Wegen der intensiven Partnerschaft mit BMW wurde die Lackierung des FW22 im Vergleich zum Vorgängerfahrzeug völlig geändert. Die Grundfarben waren nun Dunkelblau und insbesondere Weiß. Dunkelblau waren der Heck- und Frontflügel, das Cockpit sowie größere Bereiche an den Seitenkästen und seitlich an der Nase. Neuer Hauptsponsor wurde der Computerhersteller Compaq; es wurde ein Fünfjahresvertrag geschlossen. Weitere Sponsorenaufkleber waren von Intel, Allianz, Nortel Networks, BR, Veltins, Castrol und Reuters. Der letztjährige Hauptsponsor Winfield war nicht mehr am Wagen vertreten.

## Fahrer
Ralf Schumacher blieb bei Williams. Sein neuer Teamkollege wurde der erstmals in der Formel 1 startende Jenson Button, der als Nachfolger von Alessandro Zanardi ins Team kam. Im Vorfeld hatte Button sich im Shootout (Auswahlverfahren) gegen Bruno Junqueira durchgesetzt. Test- und Ersatzfahrer waren der deutsche Jörg Müller und Bruno Junqueira.

## Weitere Verwendung der Chassis
Ein Wagen, gefahren von Jenson Button, ist in der Donington Grand Prix Collection ausgestellt.

## Sonstiges
Der Williams FW22 war das erste Formel-1-Auto mit einem BMW-Motor seit 1987, als das Team Brabham unter dem Namen Motor Racing Developments letztmals BMW-Motoren eingesetzt hatte.

## Ergebnisse
| Fahrer                          | Nr.                             | 1   | 2 | 3   | 4 | 5   | 6   | 7   | 8   | 9 | 10  | 11 | 12 | 13 | 14  | 15  | 16  | 17  | Punkte | Rang |
| ------------------------------- | ------------------------------- | --- | - | --- | - | --- | --- | --- | --- | - | --- | -- | -- | -- | --- | --- | --- | --- | ------ | ---- |
| Formel-1-Weltmeisterschaft 2000 | Formel-1-Weltmeisterschaft 2000 |     |   |     |   |     |     |     |     |   |     |    |    |    |     |     |     |     | 36     | 3.   |
| R. Schumacher                   | 9                               | 3   | 5 | DNF | 4 | 4   | DNF | DNF | 14* | 5 | DNF | 7  | 5  | 3  | 3   | DNF | DNF | DNF | 36     | 3.   |
| J. Button                       | 10                              | DNF | 6 | DNF | 5 | 17* | 10* | DNF | 11  | 8 | 5   | 4  | 9  | 5  | DNF | DNF | 5   | DNF | 36     | 3.   |

| Legende  | Legende            | Legende                                                          |
| Farbe    | Abkürzung          | Bedeutung                                                        |
| -------- | ------------------ | ---------------------------------------------------------------- |
| Gold     | –                  | Sieg                                                             |
| Silber   | –                  | 2. Platz                                                         |
| Bronze   | –                  | 3. Platz                                                         |
| Grün     | –                  | Platzierung in den Punkten                                       |
| Blau     | –                  | Klassifiziert außerhalb der Punkteränge                          |
| Violett  | DNF                | Rennen nicht beendet (did not finish)                            |
| Violett  | NC                 | nicht klassifiziert (not classified)                             |
| Rot      | DNQ                | nicht qualifiziert (did not qualify)                             |
| Rot      | DNPQ               | in Vorqualifikation gescheitert (did not pre-qualify)            |
| Schwarz  | DSQ                | disqualifiziert (disqualified)                                   |
| Weiß     | DNS                | nicht am Start (did not start)                                   |
| Weiß     | WD                 | zurückgezogen (withdrawn)                                        |
| Hellblau | PO                 | nur am Training teilgenommen (practiced only)                    |
| Hellblau | TD                 | Freitags-Testfahrer (test driver)                                |
| ohne     | DNP                | nicht am Training teilgenommen (did not practice)                |
| ohne     | INJ                | verletzt oder krank (injured)                                    |
| ohne     | EX                 | ausgeschlossen (excluded)                                        |
| ohne     | DNA                | nicht erschienen (did not arrive)                                |
| ohne     | C                  | Rennen abgesagt (cancelled)                                      |
| ohne     | keine WM-Teilnahme |                                                                  |
| sonstige | P/fett             | Pole-Position                                                    |
| sonstige | 1/2/3/4/5/6/7/8    | Punktplatzierung im Sprint-/Qualifikationsrennen                 |
| sonstige | SR/kursiv          | Schnellste Rennrunde                                             |
| sonstige | *                  | nicht im Ziel, aufgrund der zurückgelegten Distanz aber gewertet |
| sonstige | ()                 | Streichresultate                                                 |
| sonstige | unterstrichen      | Führender in der Gesamtwertung                                   |